# Корнелиус, Карл Август Петер
Карл Август Петер Корнелиус (нем. Carl August Peter Cornelius; 24 декабря 1824, Майнц — 26 октября 1874, там же) — немецкий композитор и музыкальный критик. Племянник художника Петера Корнелиуса.

## Биография
Петер Корнелиус родился 24 декабря 1824 года в городе Майнце. Рано начал учиться музыке и сочинять романсы (многие — на собственные стихи). В 1844—1852 гг. жил в Берлине у своего дяди, сотрудничая в качестве музыкального журналиста в ряде берлинских изданий.
В 1852 году Корнелиус перебрался в Веймар, где завершил работу над своим первым крупным произведением — комической оперой «Багдадский цирюльник» (1858).
Далее последовал венский период (1859—1864), в ходе которого Корнелиус завершил свою вторую оперу «Сид» (1863) и близко познакомился с Рихардом Вагнером, творчество которого Корнелиус отстаивал и пропагандировал в ряде статей.
По приглашению Вагнера Корнелиус в 1864 году переехал в город Мюнхен, где работал над третьей оперой, оставшейся незаконченной. Помимо опер и песен, в наследии Корнелиуса имеется ряд хоровых сочинений (в том числе на слова Гейне и Рюккерта), струнные квартеты, несколько сонат.
Корнелиус умер 26 октября 1874 года в родном городе.